# Пейдж, Бриони
Бриони Кейт Фрэнсес Пейдж (англ. Bryony Kate Frances Page, род. 10 декабря 1990, Кру, Чешир) — британская спортсменка в прыжках на батуте. Серебряный (2016), бронзовый (2020) и золотой (2024) призёр Олимпийских игр. Первая британская спортсменка по прыжкам на батуте, завоевавшая олимпийскую медаль.

## Биография
Бриони родилась в городе КРУ графства Чешир в Великобритании, воспитывалась в Wrenbury, рядом Нантвич. Училась в школах Brine Leas School и Malbank School, в колледже Sixth Form College. Прыжками на батуте начала заниматься в возрасте девяти лет.
В университете Шеффилда изучала биологию. Университет окончила в 2015 году, получив дипломом с отличием. Темой её диссертации было изучение звуков, которые могли издавать динозавры. После окончания университета продолжила тренировки по прыжкам на батуте.

## Карьера
Занимаясь спортом, в течение двух лет постоянно испытывала «мандраж» — состояние, возникающее у зрелых спортсменов с многолетним опытом работы внезапно и без видимой причины (потеря мелкой моторики), что повлияло на её уверенность в себе и результаты в спорте. Занятия с опытным тренером, в конце концов, помогли ей преодолеть это состояние.
Участвовала в чемпионате мира 2010 года, где заняла 4-е место в личном зачете.
В 2011 году на чемпионате мира завоевала серебряную медаль в командном зачете.
Летние Олимпийские игры 2012 года в Лондоне пропустила из-за болезни и травмы, но в этом же году на Кубке мира в Софии завоевала золотую медаль.
С 2013 по 2015 год выигрывала три британских чемпионата. Завоевывала золото в составе Британской команды на Чемпионате Мира в 2013 году, на чемпионате Европе по прыжкам на батуте в 2014 году и в 2016 году. Заняла пятое место в личном зачете на Чемпионате Мира-2015.
На Олимпийских играх 2016 года в Рио-де-Жанейро стала финалисткой по прыжкам на батуте. В финале набрала 56.040 очков. Чемпионка Рози Макленнан набрала 56.465 очков. Бриони завоевала серебряную медаль — первую Олимпийскую серебряную медаль у британских спортсменов по прыжкам на батуте.
На Олимпийских играх 2024 выиграла золотую медаль в индивидуальных соревнованиях по прыжкам на батуте.